# Please Please Me, LOVE
Please Please Me, LOVE（プリーズ・プリーズ・ミー・ラブ）はMi-Keの11枚目のシングル。

## 解説
現状Mi-Keのラスト・シングル。作詞はWANDSのメンバーであった上杉昇が手掛けた。
栗林誠一郎が唯一他者に作曲・編曲の両方を手がけた作品で、後に、小田佳奈子作詞による「バラードが泣いた夜」（『Frosted Glass』収録）として、セルフカバー。
カップリングの『Please Please Me, LOVE (Slow Version)』はスローテンポのアレンジ違いで、前半の歌詞が英詞になっている。現在に至るまでアルバムには収録されていない。
表題曲のプロモーションビデオは、発売当時の「No.」で放送されていたが、なかなか商品化には至らず、後に「Mi-Ke CLIPS」でDVD化されるものの、実質廃盤となり、長年入手困難だった。2012年発売の「LEGEND of 90's J-ROCK「LIVE BEST & CLIPS」」に改めて収録された事で、2011年に発売されたベストアルバム「Mi-Ke Golden Hits 〜20th Anniversary〜」に永続的に付属するPV収録のDVDと共に、Mi-KeのPV入手が容易となった。
コーラスには上杉昇、栗林誠一郎も参加している。

## 収録曲
1. Please Please Me, LOVE
  - 作詞：上杉昇／作曲・編曲：栗林誠一郎
2. Please Please Me, LOVE (Slow Version)
3. Please Please Me, LOVE（オリジナル･カラオケ）

## タイアップ
- フジテレビ系ドラマ『愛情物語』主題歌

## 収録アルバム
- 永遠のリバプールサウンド〜Please Please Me, LOVE
- Complete of Mi-Ke at the BEING studio
- BEST OF BEST 1000 Mi-Ke
- Mi-Ke BEST HITS
- Mi-Ke Golden Hits 〜20th Anniversary〜
- BEST HIT BEING